# Dobrudża
Dobrudża (rum. Dobrogea, bułg. Добруджа) – kraina historyczna między Morzem Czarnym a ostatnim przed ujściem odcinkiem Dunaju, podzielona obecnie między Rumunię i Bułgarię. Powierzchnia całkowita wynosi ok. 23 000 km².

## Geografia
Dobrudża północna
     Dobrudża południowa

Dobrudża północna
Dobrudża południowa

Wschodnią granicę Dobrudży tworzy wybrzeże Morza Czarnego. Granicę zachodnią i północną tworzy odcinek dolnego Dunaju – w przybliżeniu od miasta Tutrakan do ujścia. Do Dobrudży zalicza się również Deltę Dunaju. Na południu granica jest mało wyraźna – Wyżyna Dobrudży łączy się tu z płaskowyżem Łudogorie. W przybliżeniu biegnie linią Tutrakan – Warna.
W obrębie Dobrudży wyraźnie wyróżnia się region delty Dunaju, która stanowi bagnistą równinę pociętą niezliczonymi kanałami, zbudowaną – i wciąż budowaną przez Dunaj – z osadów rzecznych. Południowo-zachodnią granicę delty Dunaju stanowi ramię Święty Jerzy.
Pozostałą część Dobrudży zajmuje Wyżyna Dobrudży – wysoko położony region o zróżnicowanej powierzchni. Wyższa jest część północna, w skład której wchodzą pasma wzgórz. Wśród nich najwyższe są wzgórza Pricopan (Măcin) z kulminacją Țuțuiatul (467 m n.p.m.), leżące w łuku Dunaju. Wzgórza te, mimo niewielkiej wysokości bezwzględnej, robią wrażenie gór, ponieważ dominują nad leżącą niemal na poziomie morza doliną Dunaju. Między nimi a wzniesieniami Wyżyny Besarabskiej Dunaj tworzy swój ostatni przełom. Pozostałe pasma wzgórz to Nicolițel i Wzgórza Tulczańskie. Na południe od wzgórz leżą wyżyny Babadag i Casimcea, sięgające 401 m n.p.m. Dalej na południe Dobrudżę dzieli w poprzek obniżenie rzeczki Caraș, za którym leżą wyżyny Medgidia, Negru Vodă, Oltina i Istria. Wyżyna Dobrudży ciągnie się dalej aż do wzgórz Łudogoria, których północny skraj również leży w granicach Dobrudży.
Wyżyna Dobrudży jest zbudowana z trzeciorzędowych wapieni i pokryta lessem, jedynie pasma wzgórz są zbudowane z granitu i kwarcytów. Wchłaniające wodę wapienne podłoże w połączeniu z warunkami klimatycznymi powoduje ubóstwo wód powierzchniowych. Rzeki Dobrudży są krótkie i z reguły okresowe. Niedostatek wody i ciepły klimat zaowocowały stepowym charakterem regionu – udział lasów jest bardzo mały, najmniejszy w Rumunii. Z powodu suszy słabo rozwinięte jest również rolnictwo, tym niemniej uprawia się tu kukurydzę i winorośl.
Wybrzeże Dobrudży na odcinku delty Dunaju i na południe od niej ma charakter lagunowy; znajdują się tu największe jeziora Rumunii. Natomiast odcinek wybrzeża na południe od Konstancy stanowi stromy wapienny klif.
Klimat Dobrudży jest umiarkowany kontynentalny. Jest to najsuchszy spośród regionów Rumunii i Bułgarii – roczne opady nie przekraczają 450 mm. Zimy są bardzo łagodne, lata gorące.
Główne miasta Dobrudży to Konstanca w Rumunii i Dobricz w Bułgarii. Wzdłuż wybrzeża Morza Czarnego rozsiane są liczne kąpieliska.

## Historia

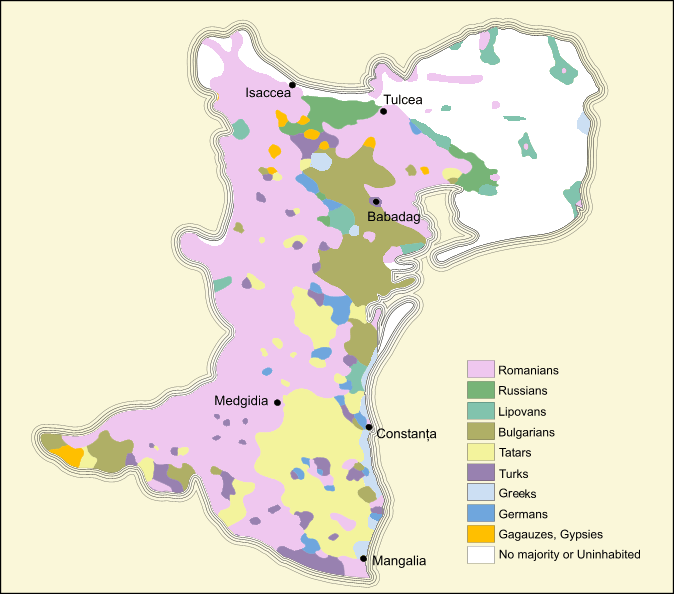
Kompozycja narodowościowa na początku XX w.

Już w IV w. p.n.e. teren ten nazywany był przez Greków Scytią Mniejszą. W roku 46 n.e. terytorium Dobrudży zostało wcielone do rzymskiej prowincji Mezja, od IV wieku należało do Bizancjum, a w końcu VII wieku zostało włączone do Bułgarii. W XI–XII w. powróciło ono do Bizancjum, a następnie ponownie do Bułgarii. W XIV w. od Bułgarii odłączył się bułgarski Despotat Dobrudży ze stolicą w Kawarnie, który u schyłku XIV wieku został włączony do Hospodarstwa Wołoskiego, po czym w XV wieku Dobrudża znalazła się pod władzą Turcji.
W roku 1878 podzielono ją na mocy traktatu berlińskiego pomiędzy odrodzoną Bułgarię oraz powstałą parę lat wcześniej Rumunię. W roku 1913 została włączona w całości do Rumunii i została jej oficjalnie przyznana w roku 1919, traktatem w Neuilly-sur-Seine.
7 września 1940 układ rumuńsko-bułgarski w Krajowej przyznał południową część Dobrudży Bułgarii, przeprowadzono także wymianę ludności rumuńskiej i bułgarskiej z tych terenów; a ustalona wtedy granica została potwierdzona 10 lutego 1947 roku przez pokój paryski z 1947.

## Miasta

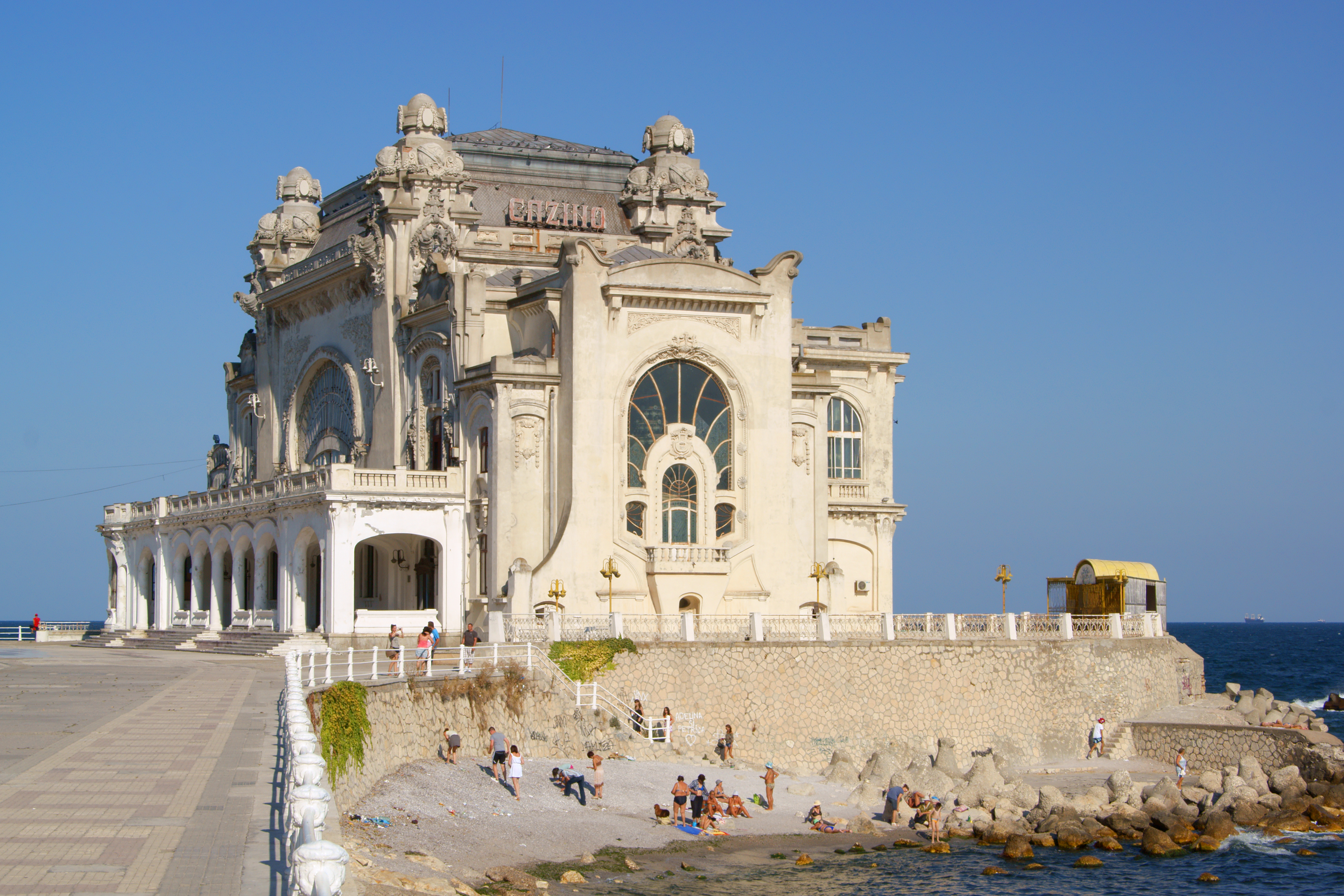
Konstanca

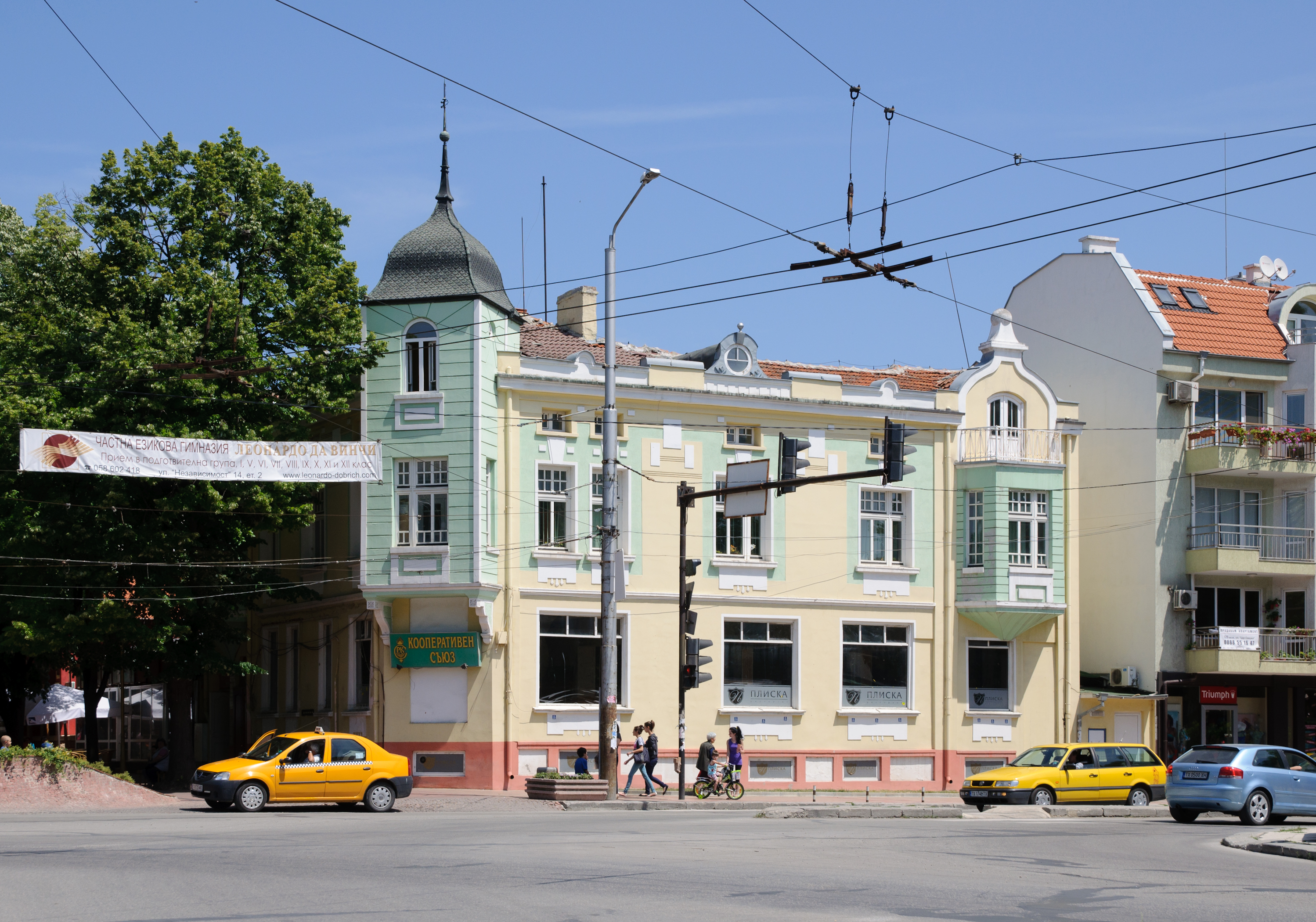
Dobricz

Największe miasta w Dobrudży według danych rumuńskich i bułgarskich:
|     | miasto    | populacja (2011) | państwo  |
| --- | --------- | ---------------- | -------- |
| 1.  | Konstanca | 283 872          | Rumunia  |
| 2.  | Dobricz   | 91 030           | Bułgaria |
| 3.  | Tulcza    | 73 707           | Rumunia  |
| 4.  | Medgidia  | 39 780           | Rumunia  |
| 5.  | Mangalia  | 36 364           | Rumunia  |
| 6.  | Silistra  | 35 607           | Bułgaria |
| 7.  | Năvodari  | 32 981           | Rumunia  |
| 8.  | Cernavodă | 17 022           | Rumunia  |
| 9.  | Ovidiu    | 13 847           | Rumunia  |
| 10. | Bałczik   | 12 127           | Bułgaria |